# Maison résidentielle et commerciale rue du 7 septembre à Zaječar
La maison résidentielle et commerciale rue du 7 septembre à Zaječar (en serbe cyrillique : Стара кућа Душана Јовановића у Шљивару ; en serbe latin : Stara kuća Dušana Jovanovića u Šljivaru) se trouve à Zaječar, dans le district de Zaječar, en Serbie. Elle est inscrite sur la liste des monuments culturels protégés de la République de Serbie (identifiant no SK 1001).